# Hahnia arizonica
Hahnia arizonica är en spindelart som beskrevs av Chamberlin och Ivie 1942. Hahnia arizonica ingår i släktet Hahnia och familjen panflöjtsspindlar. Inga underarter finns listade i Catalogue of Life.